# Сироїжка червоно–жовта
Сироїжка червоно–жовта (Russula lutea) — вид грибів роду Сироїжка (Russula). Гриб класифіковано у 1821 році.

## Будова
Діаметр шапки досягає 8 см, форма у молодих грибів нагадує незавершену кульку, в зрілих розпростерта, у центрі ніби вдавлена. У молодих плодових тіл поверхня її клейка, гола, у зрілих — наче блищить. Край шапки часто досить коротко рублений, шкірочка легко знімається. Перевернувши шапку у молодих грибів видно кремові пластинки, у дорослих охряні або оранжево–жовті. У сироїжки червоно–жовтої ніжка біла або рожева завдовжки 5 см, завширшки до 1,5 см.

## Поширення та середовище існування
Зустрічається цей шапковий гриб на ґрунті у листяних та хвойних лісів.

## Практичне використання
Сироїжка червоно–жовта — їстівний гриб третьої категорії, вживають його свіжим.